# Nickolas Zukowsky
Nickolas Zukowsky (Sainte-Lucie-des-Laurentides, 3 giugno 1998) è un ciclista su strada canadese che corre per la Q36.5 Pro Cycling Team. È attivo in formazioni UCI dal 2017.

## Palmarès

### Strada
- 2019 (Floyd's Pro Cycling, una vittoria)

Classifica generale Grand Prix cycliste de Saguenay
- 2023 (Q36.5 Pro Cycling Team, una vittoria)

Campionati canadesi, Prova in linea

#### Altri successi
- 2017 (Silber Pro Cycling Team)

Grand Prix de Saint-Calixte
- 2019 (Floyd's Pro Cycling)

Classifica giovani Tour of the Gila
Classifica a punti Grand Prix cycliste de Saguenay
Classifica giovani Grand Prix cycliste de Saguenay
Classifica giovani Tour de Beauce

## Piazzamenti

### Grandi Giri
- Giro d'Italia

2025: ritirato (4ª tappa)

### Classiche monumento
- Milano-Sanremo

2025: 71º
- Giro delle Fiandre

2023: ritirato
- Parigi-Roubaix

2023: 125º
- Liegi-Bastogne-Liegi

2025: 125º

### Competizioni mondiali
- Campionati del mondo

Doha 2016 - Cronometro Juniores: 24º
Doha 2016 - In linea Juniores: ritirato
Bergen 2017 - In linea Under-23: 93º
Innsbruck 2018 - Cronometro Under-23: 21º
Innsbruck 2018 - In linea Under-23: ritirato
Yorkshire 2019 - Cronometro Under-23: 32º
Yorkshire 2019 - In linea Under-23: 26º
Fiandre 2021 - In linea Elite: ritirato
Wollongong 2022 - In linea Elite: 36º
Glasgow 2023 - In linea Elite: 40°
Glasgow 2023 - Cronometro Elite: 45º